# FLICAM
El Museo Internacional de Arte en Cerámica FuLe (en chino: 西安富乐国际陶艺博物馆, abreviado FLICAM) está ubicado en Fuping, pequeña localidad que se encuentra a las afueras de Xi'an en la provincia de Shaanxi, China. El museo consta de pabellones dedicados a países o regiones individuales, que exhiben trabajos de ceramistas que fueron creados durante residencias en el museo.
FLICAM alberga más de diez pabellones de diferentes países, un centro documental de cerámica internacional y ha reunido más de 10.000 obras de arte en cerámica. Su objetivo es avanzar en el desarrollo de esta forma artística en todo el mundo, promoviendo la interacción dentro de la comunidad artística de la cerámica internacional, coordinando y promoviendo exposiciones.
Los primeros pabellones de museos se abrieron en 2005, para Francia y Escandinavia, seguidos en 2007 por Australasia y América del Norte. En 2008, los ceramistas invitados fueron de Gran Bretaña, Países Bajos y Bélgica. Más pabellones se han sumado con el paso de los años, como el de Irlanda en 2011.
FLICAM fue concebido y patrocinado por Xu Dufeng, presidente del Grupo Industrial FUTO (Ceramic Industrial Group), y fundado por I Chi Hsu.